# Чилооко
Чилоо́ко (англ. Chilooko) — традиційна громада у складі дистрикту Нтчисі Центрального регіону Малаві.
Населення — 89619 осіб (2018).